# Литва на Чемпіонаті світу з водних видів спорту 2015
Литва взяла участь у Чемпіонаті світу з водних видів спорту 2015, який пройшов у Казані (Росія) від 24 липня до 9 серпня.

## Медалісти
| Медаль | Ім'я           | Вид спорту | Дисципліна                | Дата     |
| ------ | -------------- | ---------- | ------------------------- | -------- |
| 2      | Рута Мейлутіте | Плавання   | 100 метрів брасом (жінки) | 4 серпня |

## Стрибки у воду
Одна литовська спортсменка кваліфікувалася на змагання з індивідуальних стрибків у воду через національний чемпіонат.
Жінки
| Спортсменка        | Дисципліна        | Попередні змагання | Попередні змагання | Півфінали        | Півфінали        | Фінал            | Фінал            |
| Спортсменка        | Дисципліна        | Очки               | Місце              | Очки             | Місце            | Очки             | Місце            |
| ------------------ | ----------------- | ------------------ | ------------------ | ---------------- | ---------------- | ---------------- | ---------------- |
| Індре Гірдаускайте | Трамплін, 1 метр  | 197.50             | 34                 | Н/Д              | Н/Д              | Завершила виступ | Завершила виступ |
| Індре Гірдаускайте | Трамплін, 3 метри | 214.55             | 42                 | Завершила виступ | Завершила виступ | Завершила виступ | Завершила виступ |

## Плавання
Литовські плавці виконали кваліфікаційні нормативи в дисциплінах, які наведено в таблиці (не більш як 2 плавці на одну дисципліну за часом нормативу A, і не більш як 1 плавець на одну дисципліну за часом нормативу B):
Команда литовських плавців складалася з восьми спортсменів (шість чоловіків і двоє жінок) включаючи тодішню олімпійську чемпіонку і світову рекордсменку Руту Мейлутіте.
Чоловіки
| Спортсмен                                                         | Дисципліна                           | Попередній заплив | Попередній заплив | Півфінал        | Півфінал        | Фінал            | Фінал            |
| Спортсмен                                                         | Дисципліна                           | Час               | Місце             | Час             | Місце           | Час              | Місце            |
| ----------------------------------------------------------------- | ------------------------------------ | ----------------- | ----------------- | --------------- | --------------- | ---------------- | ---------------- |
| Сімонас Біліс                                                     | 50 м вільним стилем                  | 22.51             | =20               | Завершив виступ | Завершив виступ | Завершив виступ  | Завершив виступ  |
| Тадас Душкінас                                                    | 50 м батерфляєм                      | 23.85             | 20                | Завершив виступ | Завершив виступ | Завершив виступ  | Завершив виступ  |
| Тадас Душкінас                                                    | 100 м батерфляєм                     | 54.76             | 49                | Завершив виступ | Завершив виступ | Завершив виступ  | Завершив виступ  |
| Данас Рапшис                                                      | 100 м на спині                       | 54.86             | 28                | Завершив виступ | Завершив виступ | Завершив виступ  | Завершив виступ  |
| Данас Рапшис                                                      | 200 м на спині                       | 1:59.00           | 19                | Завершив виступ | Завершив виступ | Завершив виступ  | Завершив виступ  |
| Міндаугас Садаускас                                               | 100 м вільним стилем                 | 49.49             | 27                | Завершив виступ | Завершив виступ | Завершив виступ  | Завершив виступ  |
| Повілас Страздас                                                  | 200 м вільним стилем                 | 1:49.91           | 39                | Завершив виступ | Завершив виступ | Завершив виступ  | Завершив виступ  |
| Повілас Страздас                                                  | 200 м комплексом                     | 2:03.67           | 28                | Завершив виступ | Завершив виступ | Завершив виступ  | Завершив виступ  |
| Гедрюс Тітяніс                                                    | 50 м брасом                          | 27.51             | =15 Q             | 27.20 NR        | 8 Q             | 27.23            | =5               |
| Гедрюс Тітяніс                                                    | 100 м брасом                         | 59.84             | 8 Q               | 58.96 NR        | 3 Q             | 59.56            | 6                |
| Гедрюс Тітяніс                                                    | 200 м брасом                         | 2:11.11           | 16 Q              | 2:10.45         | 11              | Завершив виступ  | Завершив виступ  |
| Сімонас Біліс Міндаугас Садаускас Повілас Страздас Тадас Душкінас | естафета 4x100 метрів вільним стилем | 3:20.15           | 19                | Н/Д             | Н/Д             | Завершили виступ | Завершили виступ |
| Тадас Душкінас Данас Рапшис Міндаугас Садаускас Гедрюс Тітяніс    | естафета 4x100 метрів комплексом     | 3:35.30           | 12                | Н/Д             | Н/Д             | Завершили виступ | Завершили виступ |

Жінки
| Спортсменка        | Дисципліна   | Попередній заплив | Попередній заплив | Півфінал         | Півфінал         | Фінал            | Фінал            |
| Спортсменка        | Дисципліна   | Час               | Місце             | Час              | Місце            | Час              | Місце            |
| ------------------ | ------------ | ----------------- | ----------------- | ---------------- | ---------------- | ---------------- | ---------------- |
| Рамінта Дварішкіте | 200 м брасом | 2:31.74           | 32                | Завершила виступ | Завершила виступ | Завершила виступ | Завершила виступ |
| Рута Мейлутіте     | 50 м брасом  | 29.74             | 1 Q               | 29.98            | 1 Q              | 30.14            | 4                |
| Рута Мейлутіте     | 100 м брасом | 1:06.75           | 4 Q               | 1:05.64          | 2 Q              | 1:06.36          | 2                |